# Jacques Claessens
Jacques Claessens (Sittard, 4 mei 1956) is een Nederlands dirigent en saxofonist.

## Levensloop
Claessens studeerde aan het Conservatorium Maastricht AMV en saxofoon bij Norbert Nozy.  In 1981 studeerde hij af als uitvoerend musicus saxofoon. Aansluitend behaalde hij in 1982 het diploma HaFa-directie bij Piet Stalmeier. Van 1986 tot 1988 studeerde hij aan het ArtEZ Conservatorium te Enschede bij Gert D. Buitenhuis en hij behaalde in 1988 het diploma U.M. HaFa-directie. Tijdens en na zijn studie aan het conservatorium was hij docent voor saxofoon aan de muziekscholen te Heerlen, Venray en Dordrecht. Verder was hij lid van het dansorkest van Willy Schobben en het Maastrichts saxofoonkwartet.
Vanaf 1982 tot september 2006 was hij als alt- en sopraansaxofonist verbonden aan de Marinierskapel der Koninklijke Marine. Als saxofoonsolist verzorgde hij met de Marinierskapel, het Groot Harmonieorkest van de Belgische Gidsen, het Euregio-harmonieorkest en andere bekende harmonieorkesten optredens in binnen- en buitenland.
Van 1998 tot juli 2012 was hij directeur van de muziekschool te Kinrooi (België). Zijn vrouw Els Claessens is ook een muzikante, voormalig trompettiste bij/met Willy Schobben, nu fagottiste en ook haar kinderen spelen blaasinstrumenten Hij verzorgde in november 2006 als solist samen met het Gelders Fanfare Orkest onder leiding van Tijmen Botma de wereldpremière El Artiste Saxofonico voor saxofoon en fanfareorkest van de componist Leon Vliex in het concertgebouw De Lawei in Drachten. Op 28 december 2019 ontving Jacques een Koninklijke Onderscheiding: Ridder in de orde van Oranje Nassau.
Hij was en is dirigent van verschillende harmonie- en fanfareorkesten, zoals:
- 1979-heden: Harmonie St. Agnes Bunde onder andere 2 maal promotie tot in de eerste divisie deelname aan WMC 1989 en 2009, 2 landskampioenschappen en winnaar TemaTielen 2008,
- 1981-1982: Harmonie St. Petrus en Paulus, Wolder te Maastricht,
- 1982-1987: Koninklijke Stedelijke Muziekvereniging Kunstliefde & Vriendschap, Leerdam,
- 1984-1999: Woudrichem's Muziekvereniging "Kunst Na Strijd", waarmee hij meerdere keren promoveerde tot in de ere-afdeling van de Koninklijke Nederlandse Federatie van Muziekverenigingen (KNFM),
- 1988-1997: Koninklijke Fanfare "Concordia", Ulestraten, onder andere landskampioen Concertafdeling Fanfare 1988 met 345 punten en deelname WMC 1993, Benoemd tot Ere-dirigent.
- 1993-1998: Koninklijke Harmonie "Pieter Aafjes", Culemborg,
- 1994-2004: Koninklijk Erkende Harmonie "St. Cecilia", Maasbracht onder andere landskampioen superieure afdeling harmonie en winnaar TemaTielen 2002 + 2004,
- 1999-2003: Harmonie "St. Cecilia", Susteren,
- 2000-heden: Harmonie "Sempre Avanti", Tegelen met onder andere 3 promoties en 2 landskampioenschappen,
- mei 2004- juli 2009: Philharmonie Sittard, Sittard.[3]
- sept.2010-juni 2023: Koninklijke Oude Harmonie (1874) Eijsden vice-wereldkampioen sectie Harmonie 1e divisie WMC 2013, derde plaats sectie Harmonie 1e divisie WMC 2017. Bij afscheid benoemd tot ere-dirigent.
- jan en febr. 2015: Harmonie Les Amis Réunies Nieuwstadt (interim-dirigent)
- aug.2015-nov.2016: Kerkelijke Harmonie “St.Joseph” 1880 Weert
- okt.2015-jan.2016: Muziekvereniging Voerendaal (interim-dirigent)
- nov.2010-juli 2013:  Koninklijke Harmonie "Lentekrans" Linne
- nov.2017-heden: Harmonie L'Union Fraternelle Veldhoven-Zeelst
- jan.2019-heden: Muziekvereniging Voerendaal